# Le Mariage de Suzie
Pour plus de détails, voir Fiche technique et Distribution.
Le Mariage de Suzie est un film muet français réalisé par Léonce Perret, sorti en 1912.

## Fiche technique
- Titre : Le Mariage de Suzie
- Réalisation : Léonce Perret
- Scénario :
- Photographie : Georges Specht
- Société de production : Société des Etablissements L. Gaumont
- Société de distribution : Comptoir Ciné-Location
- Pays d'origine :  France
- Format : Noir et blanc — 35 mm — 1,33:1 — Muet
- Genre :
- Métrage :
- Durée :
- Dates de sortie :
  -  France : 26 avril 1912

## Distribution
- Suzanne Grandais : Suzie Hampton
- René Cresté
- Léonce Perret
- Renée Carl